# Лунная походка
«Лу́нная похо́дка» (от англ. moonwalk), или «скольжение назад», — танцевальная техника, когда танцор движется назад, при этом имитируя движения ног как при ходьбе вперед. Техника стала популярна по всему миру после того, как Майкл Джексон исполнил танцевальные движения во время исполнения «Billie Jean» на Motown 25: Yesterday, Today, Forever 25 марта 1983 года. Позже она стала одной из его «визитных карточек», и на данный момент одна из самых известных техник в мире.
Иллюзия заключается в создании плавного скольжения танцора назад. В начальный момент нога, находящаяся впереди, опирается всей плоскостью ступни о пол, в то время как нога позади в положении «на носке». Прижатая к полу передняя нога остаётся на нём, но скользит легко и плавно назад за ногу, стоящую на носке. Теперь оказавшаяся впереди нога опускается на полную ступню, а задняя поднимается на носок. Таким образом шаги повторяются снова и снова. Разновидности этого движения позволяют выполнять «лунную походку» со скольжением вперед, в сторону, на месте и даже по кругу.
«Лунную походку» очень часто путают с танцевальным движением backslide (поскольку у них одна основа — движение ногами), однако «лунная походка» — это усложнённый backslide, в котором помимо ног двигаются плечи и голова.

## История
Существует много зарегистрированных примеров лунной походки. Похожие шаги, как сообщается, в 1932 году использовал Кэб Кэллоуэй. Чарли Чаплин демонстрирует ходьбу назад со скольжением в сцене выступления в ресторане в фильме «Новые времена» (1936). Именно лунная походка впервые появляется в пантомиме «Marche sur place», созданной мимами Этьенном Декруа и Жаном-Луи Барро и впервые записанной в фильме 1945 года «Дети райка»). В 1955 она была записана на выступлении чечёточника Билла Бэйли. Он исполнил чечёточные движения, и в конце, проскользил задом наперед за кулисы. Французский мим Марсель Марсо использовал её в своей карьере (с 1940-х гг. по 1980-е), как часть постановки, выступая мимом. В известном танце Марсо «Walking Against the Wind» (Ходьба против ветра), он притворился, что его отталкивает назад шквал ветра.
Джеймс Браун использовал движение, к примеру, в фильме 1980 года «Братья Блюз». Дэвид Боуи был, возможно, первым рок-музыкантом, исполнившим его, оставаясь неподвижным. Исходная версия танца появилась в пантомимных пьесах Боуи в 1960-х годах; он обучался пантомиме у Этьенн Декруа, учителя Марселя Марсо, и у Линдси Кемпа, который тренировал Марсо. Ко времени Diamond Dogs Tour Боуи в 1974 году, Майкл Джексон был среди тех, кто посещал лос-анджелесские шоу Боуи, позже высказавшийся о странных движениях Боуи. Другой первый «лунный странник» поппингист и певец Джеффри Дэниэл, который ходил лунной походкой на выступлении «A Night To Remember» у Shalamar на Top of the Pops в Англии в 1982, и был известен скольжениями назад на публичных мероприятиях (включая еженедельные эпизоды Soul Train) в 1974 году. Также в 1982 году Дебби Аллен исполнила лунную походку во время сцены с Гвен Вердон в 10-й серии 1-го сезона («Come One, Come All») телевизионного сериала 1982 года Fame. Также есть схожий танец с лунной походкой. Известен как «воздушная походка».
В фильме «Танец-вспышка», выпущенном в 1983 году, движения были использованы в сцене с брейк-дансом, где уличный танцор с зонтиком в качестве опоры изображает, что ветер дует ему в спину, когда он пытается пройти вперед, борясь с ветром, он начинает лунную походку назад.
Танец привлёк дальнейшее общественное внимание в 1983 году, когда Майкл Джексон исполнил его во время спецвыпуска на ТВ Motown 25: Yesterday, Today, Forever 25 марта того года. Одетый в фирменные черные штаны, серебряные носки, серебряную рубашку, чёрную, расшитую блёстками куртку, с одной перчаткой со стразами и чёрной фетровой шляпе, Джексон провернулся вокруг оси, встал в позу и начал лунную походку назад (нормальное направление). Ян Инглис писал, что Джексон воплотил долгую традицию афро-американских танцевальных движений в этом выступлении. Зал аплодировал походке Майкла Джексона. Лунная походка получила широкомасштабное внимание, и с тех пор лунная походка стала отличительным знаком Джексона в песне «Billie Jean». Нельсон Джордж сказал, что интерпретация Джексона «объединила атлетизм Джеки Уилсона с верблюжьей походкой Джеймса Брауна».
Автобиография Майкла Джексона была названа «Лунная походка», и он также снялся в фильме 1988 года под названием «Лунная походка».